# Aérodrome de Limoges-Feytiat
L'aérodrome de Limoges - Feytiat est un ancien aérodrome français, situé à Limoges (Haute-Vienne). Premier aérodrome moderne de la ville, il entre en service en 1933, et fonctionne jusqu'en 1974, date de sa fermeture et de son remplacement par l'aéroport de Limoges-Bellegarde, toujours en service au début du XXIe siècle.
Il est localisé dans le quartier de Saint-Lazare, sur la rive gauche de la Vienne, au sud-est de la ville, en limite de la commune de Feytiat.
Le terrain de l'aérodrome de Limoges-Feytiat est par la suite occupé par le terrain de golf municipal de Limoges, privatisé en 2023.

## Histoire
Le premier terrain dévolu à l'aviation à Limoges se trouve au Mas de l'Âge, près de Couzeix, qui accueille une activité aérienne jusqu'en 1931 avec une piste de 200 mètres. 
Dès 1929, une convention signée par le préfet de la Haute-Vienne, le maire de Limoges et la chambre de commerce établit un cadre de réflexion pour aménager un terrain d'aviation sur un ancien champ de manœuvres de cavalerie situé à Saint-Lazare, au sud-est de Limoges.
L'aérodrome près de Feytiat dans le quartier de Saint-Lazare est ouvert en 1933. Son existence doit beaucoup à l'implication de l'aviateur Dieudonné Costes. 
La piste 03/21 mesure 705 mètres dont 535 mètres en sol stabilisé, celle en herbe (11/29) mesure 850 mètres'. Le tramway dessert l'aérodrome.
Plusieurs pionniers de l'aviation limousine fréquentent les lieux, tels Maryse Bastié et Fernand Malinvaud. Rapidement perçu comme exigu et de surcroît situé dans une zone avec un certain relief, l'aérodrome doit faire face à la concurrence d'autres sites pressentis, comme Saint-Maurice-les-Brousses ou Beaubreuil. Pour autant, ces alternatives ne se concrétisent pas.
L'aérogare de Limoges-Feytiat  a été inaugurée le dimanche 29 mai 1938, construite par la ville de Limoge, le département et la Chambre de Commerce de Limoges qui est désignée pour exploiter l'aéroport. Elle est construite à l'inititative de l'aviateur Dieudonné Costes. 
Cette infrastructure prend son essor à partir de 1935 grâce à la création et à l'ouverture d'un ligne postale nationale reliant Paris à Toulouse via Bourges et Limoges' par la compagnie Air Bleu. Le premier vol a lieu le 25 juillet 1935 en avion Caudron C 630 Simoun.
La même année, la Compagnie nantaise de navigation aérienne (CNNA) desservait Feytiat de l'aérodrome de La Baule avec son service appelé « Sardines Volantes » en Latécoère 25 (anciens appareils de l'Aéropostale/Air France). Ce service consistait à livrer des sardines fraiches du port de la Turballe aux grossistes, halles ou restaurateurs de la région. En Août 1936, en raison d'un fort brouillard, un des avions de la CNNA est contraint d'atterrir en urgence près de l'aéroport de Saint-Nazaire Montoir avec 400 kg de raisin à bord lors d’une liaison Limoges - La Baule,.
Le 16 mai 1937, Léon Blum, Président du conseil des Ministres arrivait en avion à Faytiat.
Avant la 2ème Guerre Mondiale, il y avait sur l'aérodrome, un atelier de réparation de l'Armée de l'air, une section de l'air 1/103 et le GAO 512. 
Le 05 septembre 1940 à 08h10, l'avion militaire Amiot 143 transportant le ministre de la Défense Nationale, le Général Maxime Waygand rate la piste et s'écrase dans les bois faisant quelques blessés comme des fractures, coupures superficielles ou cotes cassées. 
Le 08 novembre 1942, les allemands ayant envahit la zone libre, s'installent sur l'aérodrome. 
Après la guerre, l'aviation de loisir se développe de façon plus importante, comprenant entre autres le vol à voile et l'aéromodélisme. La vie du site est ponctuée de fêtes et meetings aériens. Le 6 février 1947, l'aérodrome bénéficie d'une ouverture sans restrictions à la circulation aérienne publique, conformément à un arrête ministériel.

1er logotype d'Air Limousin, compagnie Limougeaude.

La vitalité de l'aviation régionale aboutit à la création d'une compagnie régionale, Air Limousin, en 1967 en assurant ses premiers services d'avion taxi.
C'était en 1969 que la compagnie Air Limousin inaugurait la liaison La Rochelle - Limoges - Clermont Ferrand - Lyon en Beechcraft 70 Queen Air, immatriculé F-BRNI. 
L'aérodrome ferme en 1974. Son terrain est réaménagé pour accueillir un golf public, ouvert en 1976. 
L'ancienne aérogare de Feytiat est détruite en octobre 1987.  
En 2023, la ville de Limoges décide de se séparer du golf et de le revendre à un acteur privé.

## Galerie photographique

### Vues aériennes de 1947 à 1978

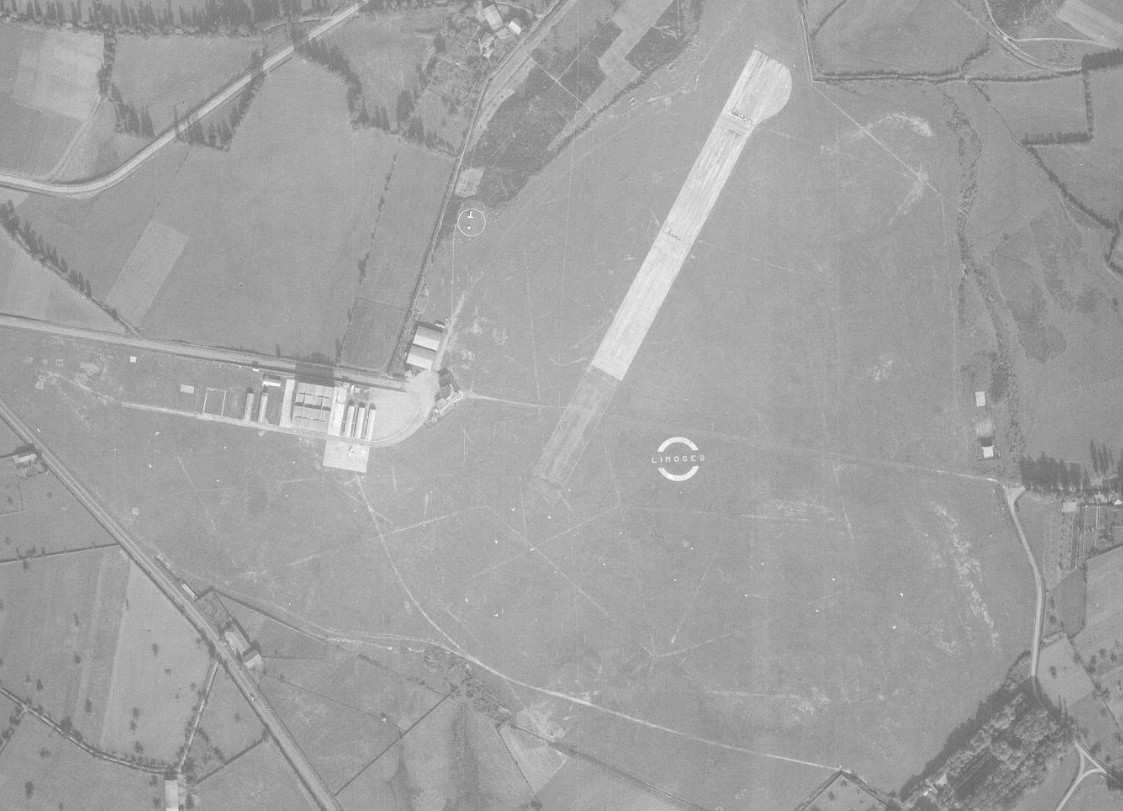
L'Aérodrome en 1947.
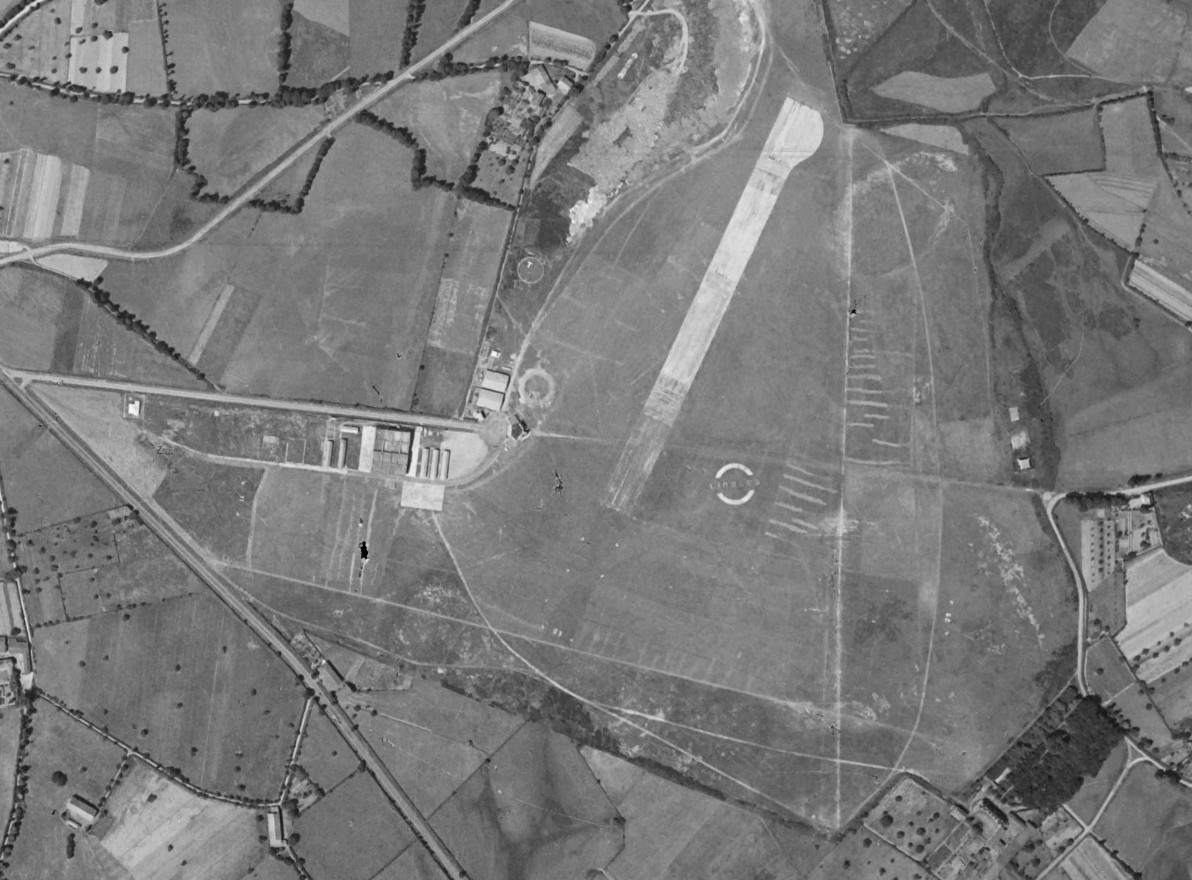
L'Aérodrome en 1950.
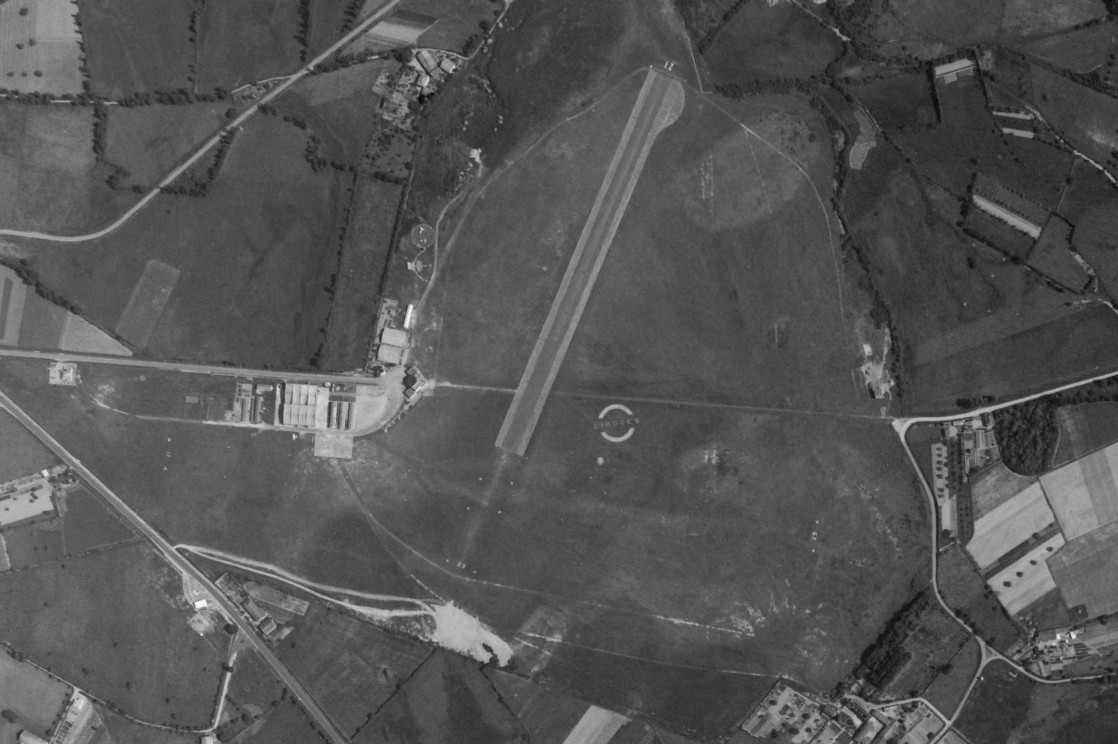
L'Aérodrome en 1960.
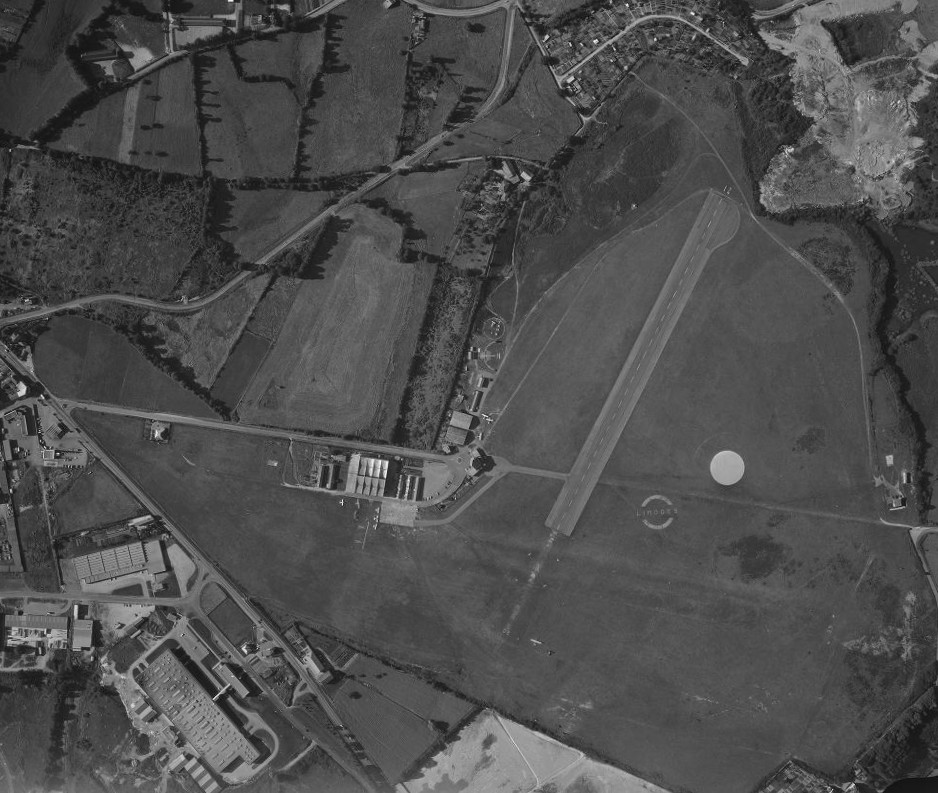
L'Aérodrome en 1968.
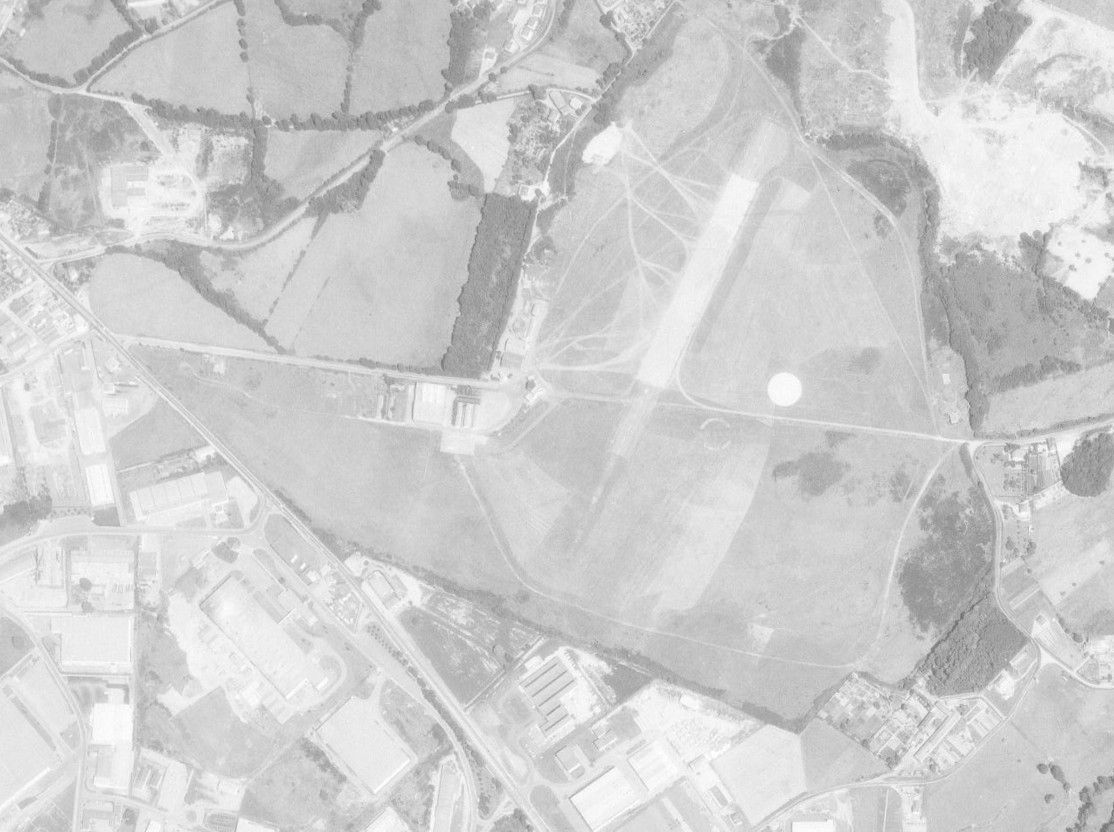
L'Aérodrome en 1974.
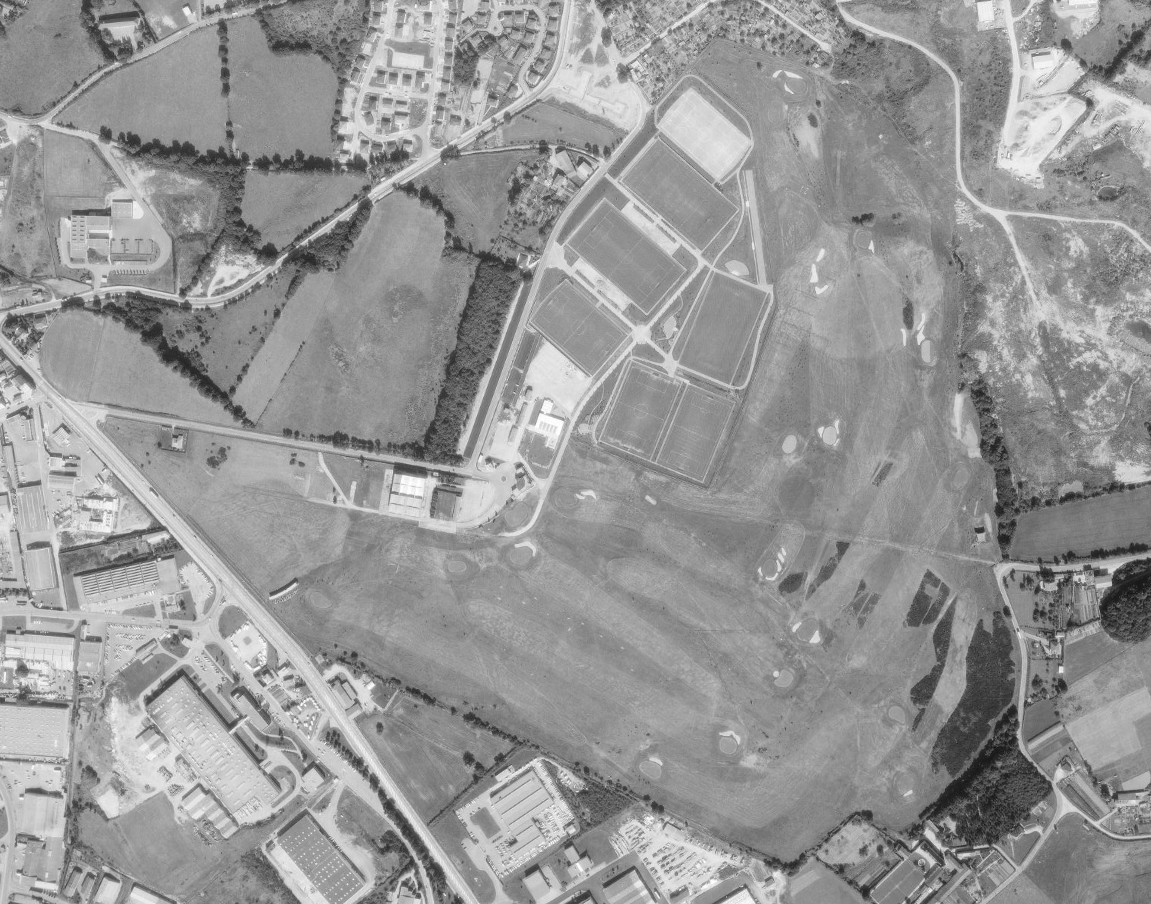
Emplacement de l'ancien aérodrome en 1978.